# ادموند بیرنات
ادموند بیرنات (انگلیسی: Edmond Biernat; ۲۲ مارس ۱۹۳۹ – ۱۶ فوریهٔ ۲۰۱۶) بازیکن فوتبال اهل فرانسه بود.
از باشگاه‌هایی که در آن بازی کرده‌است می‌توان به باشگاه فوتبال استراسبورگ و باشگاه فوتبال استاد رنس اشاره کرد.